# Claude Berda
Pour les articles homonymes, voir Berda.
Claude Berda, né le 3 février 1947 à Paris, est un entrepreneur de l’audiovisuel et milliardaire français, naturalisé suisse en 2013.
Il est le cofondateur et président d'AB Groupe, entreprise française éditrice de 21 chaînes de télévision et détentrice d’un important catalogue de droits audiovisuels. Il est détenteur de nombreux placements financiers et dans le domaine de l'immobilier en Suisse, où il possède un patrimoine important.

## Biographie

### Études et débuts professionnels
Claude Berda est diplômé en droit et en gestion à l'université Paris-Dauphine,,. Il commence par vendre des jeans à l'université, puis il monte une boutique à Saint-Tropez, « Jean's Store », vendant lui-même pendant les vacances scolaires. Il en ouvre 39 autres du même nom sur toute la Côte d'Azur.

### AB Productions
En 1977, il rencontre Jean-Luc Azoulay, alors secrétaire de Sylvie Vartan. Les deux entrepreneurs fondent la société AB Productions, société spécialisée dans la production artistique, de spectacles et de disques, baptisée à partir de leurs initiales, A de Azoulay et B de Berda, ce qui leur permet d’être en tête des annuaires.

#### L’industrie du disque
Leur première production est l'adaptation disco de la chanson Mustapha (Chérie je t'aime, chérie je t'adore...), créée par Bob Azzam, qui finira Disque d’Or,. Avec l'autorisation du Vatican, ils éditent des disques composés des messes du Pape Jean-Paul II, puis ils produisent une série de disques destinés à la jeunesse, notamment ceux de Dorothée, alors animatrice sur Antenne 2,. AB Productions est la première société qui intègre la production discographique, l’organisation de concerts et le merchandising.

#### La télévision
En 1987, Claude Berda convainc TF1 de lui confier l’unité jeunesse de sa chaîne, soit plus de 900 heures par an. L’aventure du Club Dorothée commence et durera dix ans, du 29 août 1987 au 28 août 1997.
Les débuts sont difficiles, car La Cinq via Silvio Berlusconi a acquis tous les droits des dessins animés internationaux, pour l'Europe entière. Les programmes du Club Dorothée sont donc essentiellement composés de rediffusions issues des vieux stocks de TF1: Jem et les Hologrammes, Jayce et les Conquérants de la lumière, Les Bisounours, Les Minipouss... Ainsi que Candy, Goldorak, (Récré A2), et Bioman (Cabou Cadin), issus du catalogue d'IDDH, AB Productions les ayant achetés en intégralité. Mais durant ce premier trimestre, Claude Berda acquiert un stock important de dessins animés pour la plupart japonais permettant de proposer des nouveautés dès la fin du 2e trimestre 1988. Ce qui contribue largement au triomphe de l'émission, et préfigure le phénomène Manga. 
AB Productions se dote d’un outil de production complet : 9 studios, des régies, des unités de post-production, de post synchronisation, de doublage, etc. AB Productions était entièrement libre de ses choix de programmation et n’avait qu’une seule contrainte: l’audience ne devait jamais descendre en dessous de 30 %, soit 60 % de part de marché. Cet objectif sera toujours dépassé.
Après avoir pris connaissance du Décret Tasca no 90-66 du 17 janvier 1990 expliquant que chaque chaîne doit diffuser 60 % de programmes européens par an, Claude Berda décide d'acquérir toutes les séries et téléfilms européens diffusables, dont les séries policières allemandes (Derrick, Le Renard…). AB, via sa filiale Animage, rachète le catalogue de dessins animés japonais de Berlusconi, et en revend une partie à La Cinq. AB devient ainsi un des premiers fournisseurs de La Cinq.
Le décret impose aussi des quotas de production et de diffusion d'œuvre d'expression originale française aux heures de grande écoute, devant entrer en vigueur le 1er janvier 1992. AB Productions relance alors la sitcom à la française (Hélène et les Garçons, qui connaîtra un succès mondial, le Miel et les Abeilles, Premiers baisers, Salut Les Musclés... ). C’est sur ces bases que Claude Berda constitue un catalogue de programmes qui lui permettra d’alimenter les grilles de toutes les chaînes principales, catalogue qu’il enrichira notamment avec la série culte Friends.
En 1992, Claude Berda reçoit la légion d'honneur. .

#### Bouquet Satellite et TNT
En 1995 Claude Berda décide d’éditer un bouquet de chaînes thématiques couvrant toutes les thématiques qui intéressent le public, allant du sport (AB Sports, qui deviendra par la suite entre Pathé Sport et Sport+), au cinéma thématisé avec trois chaînes, en passant par le documentaire avec Animaux, Escales, Toute l’Histoire, Chasse et Pêche, Encyclo, etc. 
Pour financer le projet, Claude Berda introduit 20 % de son Groupe au New York Stock Exchange. Ce sera la 1re (et à ce jour[Quand ?] la seule) société française à être côtée directement au New York Stock Exchange sans l’avoir été précédemment à la Bourse de Paris . 
TF1 n’apprécie pas l’arrivée de ce concurrent qui ne fait pas partie du sérail, et résilie tous ses contrats avec AB sur la fourniture de programmes. Claude Berda maintient néanmoins sa stratégie d'opérateur indépendant de chaînes à péage. Le bouquet ABsat est lancé en avril 1996 et la commercialisation débute en décembre 1996, en même temps que celle de TPS. Claude Berda continue parallèlement ses investissements pour développer plus encore sa société. En 1996, il acquiert la société Hamster, producteur de fictions reconnues telles que Navarro et l’Instit. Il poursuivra cette politique d’acquisition de producteurs de fictions de prime time en rachetant les sociétés Via Productions (Une femme d’honneur) et Expand (Fabien Cosma…).
À partir de 1997, Berda parvient à convaincre les deux opérateurs concurrents du satellite (Canalsat et TPS) de reprendre ses chaînes dans leurs offres. Cette stratégie est renforcée en 1998 lorsqu’il rachète à la CLT, la chaîne RTL9, leader du câble et du satellite mais lourdement déficitaire. Il parvient à la ramener à l’équilibre tout en développant son audience.
À partir de 2000, constatant le faible développement du marché de la télévision gratuite en France, Claude Berda fait partie des principaux promoteurs de la TNT. Cela le conduit à présenter plusieurs dossiers de candidature pour la TNT gratuite et à racheter la chaîne TMC (aux côtés de TF1). Cette stratégie trouve son aboutissement quand il obtient des licences pour trois chaînes qui sont lancées sur la TNT en 2005 : TMC et NT1 en gratuit et AB1 au sein de l'offre payante. En 2006, TF1 devient actionnaire d’AB Groupe à 33,5 %.
En 2008, à la suite de la disparition de TPS, Claude Berda décide de relancer son activité de diffusion satellitaire sous la marque BIS Télévisions. En 2010, il décide de recentrer son groupe sur ses deux métiers principaux, les chaînes thématiques payantes et les catalogues de programmes, et cède NT1 et ses parts dans TMC à TF1. En 2013, son groupe crée Jook Vidéo, la première offre française de vidéo à la demande par abonnement (SVOD) totalement « multithématiques » (films, séries, jeunesse, mangas, documentaires, concerts, spectacles, sport…). Jook Vidéo est disponible sur PC, tablettes, smartphones et les box des opérateurs ADSL.
En 2013, la chaîne pornographique XXL, très rentable (1,3 million d'abonnés), mais qui  « entachait la réputation du groupe », est vendue à Marc Dorcel.

## Autres activités
- En 2007, il devient administrateur de la société Assya Finance, créée par Thierry Leyne, ex-compagnie financière de Deauville[28].
- En février 2010, il devient membre du conseil d'administration du groupe TF1 en remplacement de Patrick Le Lay[29].
- Depuis 2010, coproduction avec des chaînes hertziennes (telles que France 2 et France 3) et sa chaîne Toute l’Histoire, a initié une collection de documentaires consacrés à la mémoire de la Shoah[30] qui font une large place aux travaux de l'historien Denis Peschanski.